# Klaus Lindner
Klaus Lindner (* 19. März 1935) ist ein deutscher Astronom, Lehrer und Autor.

## Leben
Klaus Lindner studierte Pädagogik an der Karl-Marx-Universität Leipzig. Im Dezember 1966 wurde er mit seiner Dissertation „Untersuchungen zur Methodik des Astronomieunterrichts in der allgemeinbildenden Oberschule unter besonderer Berücksichtigung der Astrophysik“ von der Philosophischen Fakultät der Universität zum Dr. paed. promoviert. Seitdem  war er bis zu seiner Pensionierung als Lehrer tätig. Besondere Verdienste erwarb sich Lindner bei der Gestaltung des Astronomieunterrichts in der DDR und später in Sachsen. Er machte sich als Autor zahlreicher astronomischer Fachbücher einen Namen, war an der Ausarbeitung von Lehrplänen für das Fach Astronomie beteiligt und gab in der Ausbildung von Astronomielehrern sein Wissen weiter.
Von 1993 bis 1999 war er Rektor der Thomasschule zu Leipzig. Auf der Buxtehuder Astronomietagung Astrobux 1999 hielt er das viel beachtete Referat: „Vom Kosmos zur Erde?“ Damit gab er entscheidende Denkanstöße für den Astronomieunterricht in Deutschland.
Klaus Lindner ist Mitglied der Astronomischen Gesellschaft und in deren Kommission Astronomie in Unterricht und Lehramt tätig. Von seiner Pensionierung an war er bis 2014 Chefredakteur der Zeitschrift Astronomie + Raumfahrt im Unterricht, deren Herausgeber- und Redaktionsbeirat er schon seit 1965 bis heute angehört.
Lindner lebt in Leipzig.

## Auszeichnungen
Im Jahr 2000 wurde Klaus Lindner von der Astronomischen Gesellschaft „für seine jahrzehntelange engagierte Tätigkeit als Lehrer im Fach Astronomie, seinen unermüdlichen Einsatz für die astronomisch-didaktische Forschung und seinen erheblichen Anteil an der Ausarbeitung von Lehrplänen und Lehrmaterial, wodurch er den Astronomieunterricht weitgehend geprägt und wesentliche Impulse auch für den Unterricht in den alten Bundesländern Deutschlands gegeben hat“ mit dem Hans-Ludwig-Neumann-Preis ausgezeichnet.
Im gleichen Jahr erhielt er in Stuttgart den vom Cornelsen Verlag verliehenen Johannes-Kepler-Preis zur Förderung des Astronomieunterrichts.
Der Asteroid (21678) Lindner wurde nach ihm benannt.

## Werke
- Praktische Schülerbeobachtungen für den Astronomieunterricht. Volk und Wissen, Berlin 1962 (zusammen mit Arthur Wersig u. Oskar Mader)
- Rudolf Drößler: Wir beobachten den Himmel. Volk und Wissen, Berlin 1963 (überarbeitet von Klaus Lindner)
- Astronomie selbst erlebt. Urania, Leipzig 1973 (zusammen mit Wolfgang Würfel u. Horst Schleef)
- Der Sternenhimmel. Urania, Leipzig 1975 (Akzent-Reihe, Band 5)
- Jugendlexikon Astronomie und Raumfahrt. Bibliographisches Institut, Leipzig 1983 (zusammen mit Karl-Heinz Neumann)
- Astronomie. Lehrbuch für Klasse 10. Volk und Wissen, Berlin 1985 (zusammen mit Helmut Bernhard u. Helmut Kühnhold)
- Astroführer. Eine Anleitung zur Beobachtung von Himmelserscheinungen. Urania, Leipzig 1986
- Jugendlexikon Astronomie. Bibliographisches Institut, Leipzig 1986
- Kleines Lexikon Astronomie. Thun, 1986
- Wissensspeicher Astronomie. Das Wichtigste in Stichworten und Übersichten. Volk und Wissen, Berlin 1987 (zusammen mit Helmut Bernhard u. Manfred Schukowski)
- Taschenbuch der Astronomie. Kompendium der Himmelskunde. Fachbuchverlag, Leipzig 1993
- Anfang und Ende der Welt. Eine Geschichte des Kosmos. Urania, Leipzig 1995
- Wissensspeicher Astronomie. Volk und Wissen, Berlin 1995 (zusammen mit Helmut Bernhard u. Manfred Schukowski)
- Astronomie. Lehrbuch für die Sekundarstufe 1. Volk und Wissen, Berlin 1999 (zusammen mit Manfred Schukowski)
- Astronomie plus. Lehrbuch. Cornelsen/Volk und Wissen, Berlin 2005 (zusammen mit Udo Backhaus)
- Astronomie plus. Arbeitsheft. Cornelsen/Volk und Wissen, Berlin 2005 (zusammen mit Udo Backhaus)